# Тэтчеризм
Тэтчери́зм (англ. Thatcherism) — направление политики консервативного правительства Великобритании под руководством Маргарет Тэтчер (1979—1990), сопровождавшаяся приватизацией ранее национализированных предприятий и отраслей экономики, монетаризмом в финансово-экономической сфере, сворачиванием социальных программ, приватизацией социальных сфер образования и здравоохранения.
Идеология, сочетающая идеалы свободного рынка, но сильного правительства, выдвинутая Маргарет Тэтчер; по сути, британский вариант политической философии «новых правых».
Концепция тэтчеризма тесно связана с социально-экономическими понятиями и категориями неолиберализма и «шоковой терапии».
Автором термина является Беатрис Кэмпбелл.
Большую роль в развитии концепции сыграл британский консервативный политик сэр Кейт Джозеф.
Основные практические положения внутренней политики тэтчеризма:
1. Жесткое ограничение госрасходов;
2. Снятие государственного контроля над заработной платой и ценами;
3. Поддержка частного предпринимательства;
4. Вложение крупных капиталов в НТР и новые отрасли промышленности;
5. Грубое подавление стачек и забастовок.

## Эффект
Жесткие меры постепенно дали заметные результаты. Британия, которая имела спад в экономике до начала реформ, благодаря им удержалась в позиции одной из богатейших стран мира и восстановила стабильный экономический рост, снизилась инфляция, снизилась нагрузка убыточных предприятий на бюджет.